# John Smyth
John Smyth (Surtun (Nottinghamshire), ca. 1566/1570 - Amsterdam, ca. 28 augustus 1612) was een van oorsprong anglicaanse priester die, samen met Thomas Helwys, wordt beschouwd als grondlegger van het baptisme.

## Leven
Al snel na zijn aanstelling als priester keerde Smyth zich af van de Anglicaanse Kerk en aan het eind van de 16e eeuw vertrok hij naar Nederland.
Rond 1609 raakte hij daar samen met een groep andere Engelse vluchtelingen overtuigd van de volwassenendoop na geloofsbelijdenis. Daarmee wezen zij de doop van zuigelingen, die nog niet bewust kunnen geloven, af. Uit deze overtuiging volgde uiteraard de noodzaak voor alle aanhangers om zelf opnieuw gedoopt te worden: ook zij waren immers als kind gedoopt. John Smyth besloot zichzelf te dopen, aangezien er nog geen andere geestelijke was die zijn doop kon uitvoeren. Vervolgens doopte hij zijn volgelingen.